# Nicaragua op de Olympische Zomerspelen 1996
Nicaragua nam deel aan de Olympische Zomerspelen 1996 in Atlanta, Verenigde Staten. 

## Deelnemers en resultaten

### Atletiek
| Olympiër          | Discipline   | Resultaat | Prestatie                 |
| ----------------- | ------------ | --------- | ------------------------- |
| William Aguirre   | marathon (m) | 99e       | 2:37.02                   |
|                   |              |           |                           |
| Marta Portoblanco | 5000m (v)    | 44e       | serie 3: 15de in 18.42,78 |

### Honkbal
| Olympiër | Discipline | Resultaat | Prestatie |
| --- | ---------- | --------- | --- |
| Martín Aleman Jorge Luis Avellan Erasmo Baca Carlos Alberto Berrios Eduardo Bojorge Norman Cardozo Fredy Corea Bayardo Davila Asdrudes Flores Oswaldo Mairena Luis Daniel Miranda Sandy Moreno Omar Obando Julio César Osejo José Ramon Padilla Nemesio Porras José Luis Quiroz Henry Roa Aníbal Vega Fredy Zamora | mannen     | 4e        | groepsfase: 4de V van Verenigde Staten: 1-4 W van Italië: 7-2 W van Zuid-Korea: 8-3 W van Nederland: 5-0 V van Nederland: 6-13 W van Australië: 10-0 V van Cuba: 7-8 halve finale: V van Cuba: 1-8 bronzen finale: V van Verenigde Staten: 3-10 |

| Groep B |                  |             |             |             |
| #       | Land             | Wedstrijden | Wedstrijden | Wedstrijden |
| #       | Land             | G           | W           | V           |
| 1       | Cuba             | 7           | 7           | 0           |
| 2       | Verenigde Staten | 7           | 6           | 1           |
| 3       | Japan            | 7           | 4           | 3           |
| 4       | Nicaragua        | 7           | 4           | 3           |
| 5       | Nederland        | 7           | 2           | 5           |
| 6       | Italië           | 7           | 2           | 5           |
| 5       | Australië        | 7           | 2           | 5           |
| 6       | Zuid-Korea       | 7           | 1           | 6           |

| Ronde          | Datum   | Plaats    | Land | Score            | Land |
| -------------- | ------- | --------- | ---- | ---------------- | ---- |
| Groepsfase     |         |           |      |                  |      |
| 20 juli        | Atlanta | Nicaragua | 1-4  | Verenigde Staten |      |
| 22 juli        | Atlanta | Nicaragua | 7-2  | Italië           |      |
| 23 juli        | Atlanta | Nicaragua | 8-3  | Zuid-Korea       |      |
| 25 juli        | Atlanta | Nicaragua | 5-0  | Nederland        |      |
| 27 juli        | Atlanta | Nicaragua | 6-13 | Japan            |      |
| 28 juli        | Atlanta | Nicaragua | 10-0 | Australië        |      |
| 29 juli        | Atlanta | Nicaragua | 7-8  | Cuba             |      |
| Halve finale   |         |           |      |                  |      |
| 1 augustus     | Atlanta | Nicaragua | 1-8  | Cuba             |      |
| Bronzen finale |         |           |      |                  |      |
| 2 augustus     | Atlanta | Nicaragua | 3-10 | Verenigde Staten |      |

### Judo
| Olympiër           | Discipline | Resultaat | Prestatie                                                                              |
| ------------------ | ---------- | --------- | -------------------------------------------------------------------------------------- |
| Ricky Dixon        | -78kg (m)  | 13e       | 1ste ronde: vrij 2de ronde: V van GER Dott: ippon herkansingen: V van BEL Laats: ippon |
| Arnulfo Betancourt | +95kg (m)  | 13e       | 1ste ronde: vrij 2de ronde: V van JPN Ogawa: ippon                                     |

### Schietsport
| Olympiër        | Discipline          | Resultaat | Prestatie                                              |
| --------------- | ------------------- | --------- | ------------------------------------------------------ |
| Walter Martínez | 10m luchtgeweer (v) | 13e       | kwalificatie: 44ste met 566 punten (97-94-94-94-93-94) |

### Zwemmen
| Olympiër    | Discipline           | Resultaat | Prestatie                     |
| ----------- | -------------------- | --------- | ----------------------------- |
| Walter Soza | 200m vlinderslag (m) | 36e       | serie 1: 2de in 2.04,66       |
| Walter Soza | 200m wisselslag (m)  | 20e       | serie 1: 1ste in 2.06,15 (NR) |
| Walter Soza | 400m wisselslag (m)  | 22e       | serie 1: 1ste in 4.32,11 (NR) |

Afghanistan · Albanië · Algerije · Amerikaanse Maagdeneilanden · Amerikaans-Samoa · Andorra · Angola · Antigua‑Barbuda · Argentinië · Armenië · Aruba · Australië · Azerbeidzjan · Bahama's · Bahrein · Bangladesh · Barbados · België · Belize · Benin · Bermuda · Bhutan · Bolivia · Bosnië en Herzegovina · Botswana · Brazilië · Britse Maagdeneilanden · Brunei · Bulgarije · Burkina Faso · Burundi · Cambodja · Canada · Centraal-Afrikaanse Republiek · Chili · China · Chinees Taipei · Colombia · Comoren · Congo-Brazzaville · Cookeilanden · Costa Rica · Cuba · Cyprus · Denemarken · Djibouti · Dominica · Dominicaanse Republiek · Duitsland · Ecuador · Egypte · El Salvador · Equatoriaal-Guinea · Estland · Ethiopië · Fiji · Filipijnen · Finland · Frankrijk · Gabon · Gambia · Georgië · Ghana · Grenada · Griekenland · Groot-Brittannië · Guam · Guatemala · Guinee · Guinee-Bissau · Guyana · Haïti · Honduras · Hongarije · Hongkong · Ierland · IJsland · India · Indonesië · Irak · Iran · Israël · Italië · Ivoorkust · Jamaica · Japan · Jemen · Joegoslavië · Jordanië · Kaaimaneilanden · Kaapverdië · Kameroen · Kazachstan · Kenia · Kirgizië · Koeweit · Kroatië · Laos · Lesotho · Letland · Libanon · Liberia · Libië · Liechtenstein · Litouwen · Luxemburg ·  Macedonië · Madagaskar · Malawi · Malediven · Maleisië · Mali · Malta · Marokko · Mauritanië · Mauritius · Mexico · Moldavië · Monaco · Mongolië · Mozambique · Myanmar · Namibië · Nauru · Nederland · Nederlandse Antillen · Nepal · Nicaragua · Nieuw-Zeeland · Niger · Nigeria · Noord-Korea · Noorwegen · Oeganda · Oekraïne · Oezbekistan · Oman · Oostenrijk · Pakistan · Palestina · Panama · Papoea-Nieuw-Guinea · Paraguay · Peru · Polen · Portugal · Puerto Rico · Qatar · Roemenië · Rusland · Rwanda · Saint Kitts en Nevis · Saint Lucia · Saint Vincent en Grenadines · Salomonseilanden · Samoa · San Marino · Sao Tomé en Principe · Saoedi-Arabië · Senegal · Seychellen · Sierra Leone · Singapore · Slovenië · Slowakije · Soedan · Somalië · Spanje · Sri Lanka · Suriname · Swaziland · Syrië · Tadzjikistan · Tanzania · Thailand · Togo · Tonga · Trinidad en Tobago · Tsjaad · Tsjechië · Tunesië · Turkije · Turkmenistan · Uruguay · Vanuatu · Venezuela · Verenigde Arabische Emiraten · Verenigde Staten · Vietnam · Wit-Rusland · Zaïre · Zambia · Zimbabwe · Zuid-Afrika · Zuid-Korea · Zweden · Zwitserland